# 유리점
대수적 수론과 대수기하학에서, 대수다양체 또는 스킴의 유리점(有理點, 영어: rational point)은 좌표가 모두 유리수인 점이다.

## 정의
체 {\displaystyle K}가 주어졌다고 하자. 스킴 {\displaystyle X}의 {\displaystyle K}-유리점은 스킴 사상 {\displaystyle \operatorname {Spec} K\to X}이다. 만약 {\displaystyle K}가 생략되었다면, {\displaystyle K=\mathbb {Q} }를 의미한다.
만약 {\displaystyle X}가 복소수 사영 대수다양체인 경우, 매장 {\displaystyle X\hookrightarrow \mathbb {P} _{\mathbb {C} }^{n}}을 통해 {\displaystyle X}를 복소수 사영 공간 {\displaystyle \mathbb {P} _{\mathbb {C} }^{n}}의 부분집합으로 간주할 수 있다. 이 경우, {\displaystyle X}의 유리점들은 {\displaystyle X}의 점들 가운데, 동차좌표가 {\displaystyle n+1}개의 유리수 {\displaystyle [r_{0}:r_{1}:\dots :r_{n}]} ({\displaystyle r_{0},\dots ,r_{n}\in \mathbb {Q} })로 나타낼 수 있는 점들이다. 이는 스킴에 대한 추상적인 정의의 특수한 경우다.